# Malaussène
Malaussène (in italiano, desueto, Malaussena) è un comune francese di 254 abitanti situato nel dipartimento delle Alpi Marittime della regione della Provenza-Alpi-Costa Azzurra.

## Società

### Evoluzione demografica
Abitanti censiti